# Biefvillers-lès-Bapaume
Biefvillers-lès-Bapaume is een gemeente in het Franse departement Pas-de-Calais (regio Hauts-de-France) en telt 111 inwoners (2009). De plaats maakt deel uit van het arrondissement Arras.

## Geografie
De oppervlakte van Biefvillers-lès-Bapaume bedraagt 4,1 km², de bevolkingsdichtheid is dus 27,1 inwoners per km².
De onderstaande kaart toont de ligging van Biefvillers-lès-Bapaume met de belangrijkste infrastructuur en aangrenzende gemeenten.

## Demografie
Onderstaande figuur toont het verloop van het inwonertal (bron: INSEE-tellingen).